# Woo (cognome)
Woo (우?, 于, 偶, 宇, 寓, 尤, 愚, 牛, 禹, 遇?) è un cognome di lingua coreana.

## Possibili trascrizioni
Ou, U, Uh, Wo, Wu.

## Origine e diffusione
Woo può essere scritto con uno dei due hanja 禹 e 于. Ciascuno ha un bon-gwan: per il primo, Danyang, provincia del Chungcheong Settentrionale, e per il secondo, Mokcheon-eup (목천읍), Dongnam-gu, Cheonan, provincia del Chungcheong Meridionale, entrambi nell'attuale Corea del Sud. Il censimento sudcoreano del 2000 ha rilevato 180.141 persone con questo cognome. In uno studio dell'Istituto nazionale per la lingua coreana basato sui dati delle richieste di passaporto sudcoreano del 2007, è emerso che il 97,0% delle persone con questo cognome lo scriveva in lettere latine come Woo sui loro passaporti, mentre solo l'1,6% lo scriveva come Wu. Le ortografie alternative più rare (il restante 1,4%) includevano U e Wo.
Si tratta del 37º cognome per diffusione in Corea secondo i dati del Korean National Statistics Office del 2015. Nel Paese è portato da circa 195273 persone.

## Persone
- U Tak (1262-1342), studioso confuciano coreano durante la dinastia Goryeo
- Woo Jang-choon (1898–1959), botanico giapponese di origine coreana
- Woo Yong-gak (1929–2012), commando nordcoreano detenuto in Corea del Sud come uno dei prigionieri a lungo termine non convertiti
- Kyu Sung Woo (nato nel 1941), architetto sudcoreano
- U Tong-chuk (nato nel 1942), politico nordcoreano
- Woo In-hee (morta nel 1981), attrice nordcoreana e amante di Kim Jong-il
- Woo Bum-kon (1955-1982), agente di polizia sudcoreano e assassino (responsabile del massacro di Uiryeong)
- Meredith Jung-En Woo (nato nel 1958), politologo americano di origine sudcoreana
- Woo Hee-young (nato nel 1963), calciatore sudcoreano
- Sung J. Woo (nato nel 1971), scrittore americano di origine sudcoreana
- Hyo-Won Woo (nato nel 1974), compositore sudcoreano
- Woo Sung-yong (nato nel 1974), calciatore sudcoreano
- Woo Chul (nato nel 1978), nuotatore sudcoreano
- Woo Sun-hee (nato nel 1978), giocatore di pallamano sudcoreano
- Masta Wu (nato Woo Jin-won, 1978), rapper sudcoreano
- Woo Seung-je (nato nel 1982), calciatore sudcoreano
- Woo Seung-yeon (1983–2009), attrice sudcoreana
- Woo Jin-yong (nato nel 1986), atleta di CrossFit e snowboard
- Woo Seung-jae (nato nel 1986), wrestler sudcoreano
- Kevin Woo (nato nel 1991), cantante americano di origine coreana
- Woo Do-hwan (nato nel 1992), attore sudcoreano
- Woo Hye-lim (nato nel 1992), cantante sudcoreano e membro del gruppo femminile Wonder Girls
- Zico (rapper) (nato Woo Ji-ho, 1992), rapper sudcoreano, membro del gruppo maschile Block B
- Woo Joo-sung (nato nel 1993), calciatore sudcoreano
- Woo Won-jae (nato nel 1996), rapper sudcoreano
- Woo Jin-young (nato nel 1997), cantante e rapper sudcoreano
- Woo Ha-ram (nato nel 1998), tuffatore sudcoreano